# 미야모토촌 (미에현)
미야모토촌(宮本村)은 미에현에 와타라이군에 있던 촌이다. 현재의 이세시 남서부, 미야강 하류 우안, 이세자동차도 이세 서쪽 나들목의 남서쪽 일대에 해당한다. 

## 역사
- 1889년 4월 1일 - 정촌제 시행에 의해 와타라이군 미야모토촌이 성립하였다.
- 1943년 12월 1일 - 우지야마다시에 편입해, 동일 미야모토촌은 폐지되었다.

## 교통

### 도로
현재는 구촌 지역에 이세자동차도 이세니시 나들목이 있지만, 당시에는 미개통 상태였다.

## 참고문헌
- 角川日本地名大辞典 24 三重県